# Euwallacea fornicatus
Euwallacea fornicatus, también conocido como barrenador polígafo o PSHB (por sus siglas en inglés, polyphagous shot hole borer) es un complejo de especies que consiste en múltiples especies crípticas de escarabajos de la ambrosía. Es una especie originaria del sudeste asiático. Son una especie invasora en California, Israel, Sudáfrica y Australia. La especie también se ha introducido involuntariamente en invernaderos exóticos en varios países europeos. En 2025, se confirmó su presencia en Argentina, Brasil y Uruguay.
De las especies de escarabajos de ambrosía, es una de las pocas especies que atacan árboles sanos. El escarabajo ataca más de 600 especies de plantas.

## Etimología
Su nombre proviene de Wallacea, región de islas indonesias que lleva el nombre del naturalista Alfred Russel Wallace.
El nombre común de la especie es barrenador polígafo.

## Distribución
Este insecto causa daños devastadores al té (Camellia sinensis) en al menos diez países,  incluidos India y Sri Lanka, donde es una plaga económica importante. 
Desde 2007, se han documentado especímenes de E. fornicatus en Florida en árboles del aguacate. Sin embargo, no se considera una amenaza para la salud porque no manifiesta ninguna enfermedad.
En 2009, se introdujeron en Israel especímenes que coincidían con la descripción de E. fornicatus, donde se documentaron como vectores de un nuevo patógeno fúngico en árboles de aguacate. En algunos casos, llegó a afectar al 100% de las plantaciones. En 2012, se registró una enfermedad fúngica similar en árboles de aguacate en California (CA).

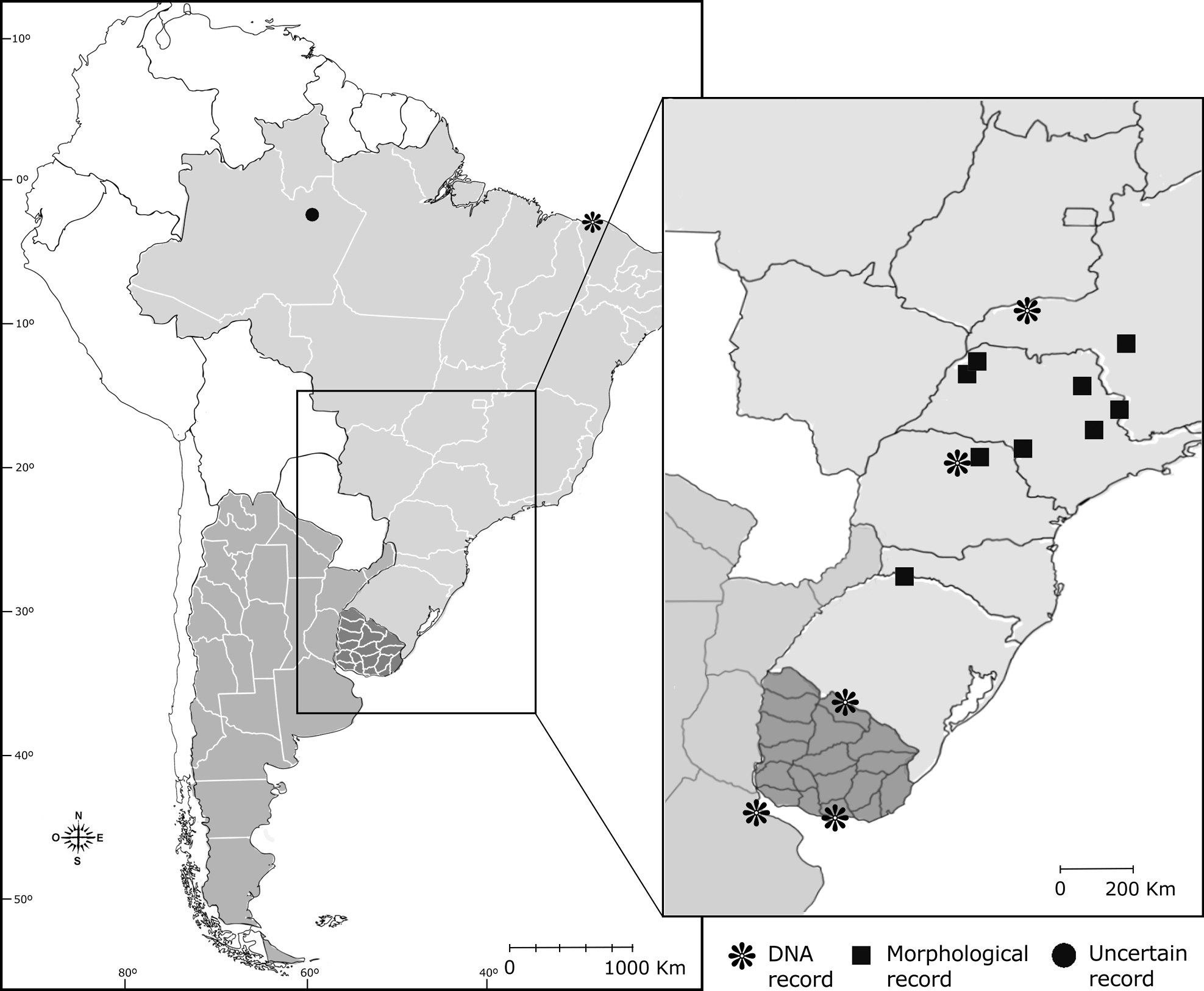
Mapa de distribución del E. Fornicatus en Argentina, Brasil y Uruguay, según datos de abil de 2025.

La especie también se ha introducido involuntariamente en invernaderos exóticos de varios países europeos.
Fue encontrado en Sudáfrica a principios de 2017.
En 2021 se lo detectó en Perth, Australia Occidental.
En 2025, se confirmó su presencia en Argentina, Brasil y Uruguay, pero se cree que su presencia en estos países data de 2023.

## Identificación

### Adulto

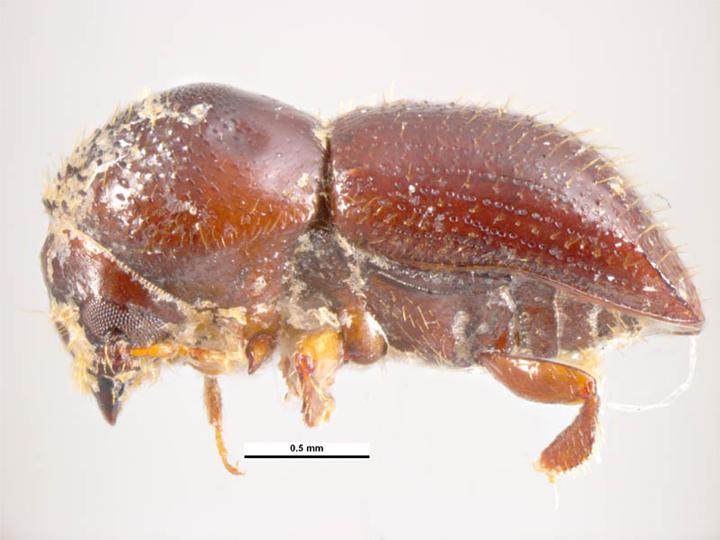
Vista lateral del escarabajo adulto.

Las hembras adultas pueden medir entre 1,9 y 2,5 mm de largo. Son voluminosos, de color marrón oscuro o negro y el borde frontal del pronoto tiene una fila de proyecciones en forma de sierra. Además, los ejemplares tienen setas erectas organizadas en filas en el declive élitral con una costa en el borde posterolateral. Como muchos otros escarabajos de ambrosía, los machos son significativamente más pequeños que las hembras y tienen alas que no sirven para volar.

### Larvas
Las larvas son similares a todas las demás larvas de la familia Curculionidae: no tienen patas, tienen forma de C y una cápsula cefálica esclerotizada.

## Taxonomía
Aunque varios taxones fueron históricamente sinonimizados bajo el nombre E. fornicatus debido a la similitud morfológica, algunos de estos taxones difieren en términos de severidad económica y preferencias de hospedador. Como tal, Euwallacea fornicatus suele considerarse un complejo de especies, con varios clados que aparecen en regiones separadas del sudeste asiático y se desarrollan en diferentes huéspedes.  Los primeros trabajos filogenéticos que utilizaron el gen mitocondrial de ADN COI sugirieron que había tres clados principales clasificados como E. fornicatus, lo que apoya la idea de al menos tres especies diferentes con límites filogeográficos dentro del complejo de especies. Trabajos posteriores, del año 2018, resolvieron que en realidad había cuatro linajes principales, uno que contenía el "verdadero" E. fornicatus, otro que llevaba el nombre resucitado Euwallacea fornicatior, otro que llevaba el nombre resucitado Euwallacea whitfordiodendrus y otro que no había sido nombrado previamente, y que fue descrito como Euwallacea kuroshio.

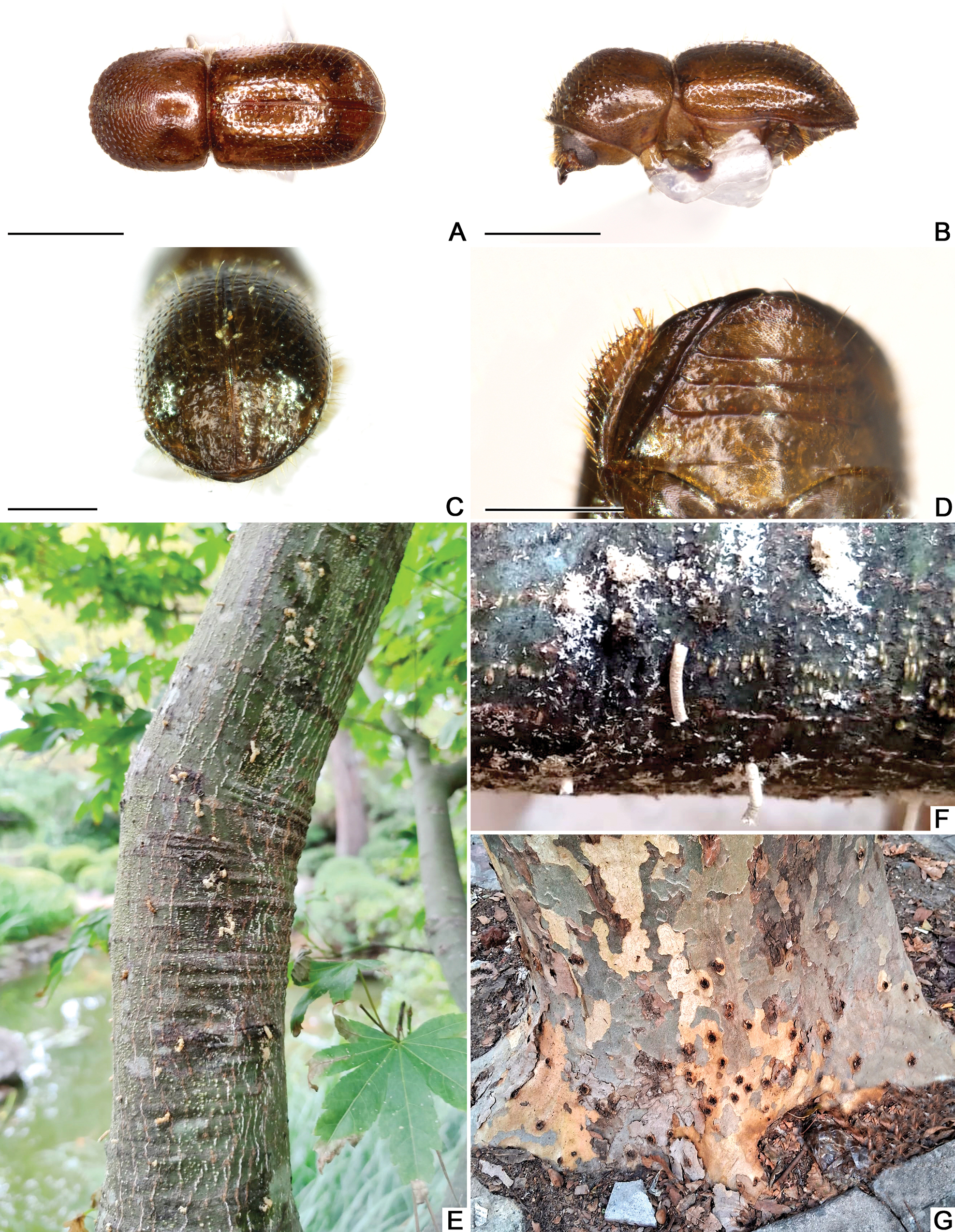
Morfología y síntomas de un ejemplar hembra de E. fornicatus (A-D) de Montevideo, Uruguay, que muestra vistas dorsal, lateral, declive élitral y dentación protibial. Síntomas E, F causados por E. fornicatus en Acer japonicum (G) en Platanus × acerifolia. Barras de escala: 1,00 mm (A, B); 0,50 mm (C, D).

Los dos primeros clados, E. fornicatus y E. fornicatior, son originarios del sudeste asiático y se introdujeron en Hawái y Florida. Se cree que el tercer clado se originó en una zona más septentrional del sudeste asiático y que desde entonces se introdujo en Los Ángeles, California, Israel y Sudáfrica. Este clado tiene un amplio rango de hospedadores, y contiene a E. whitfordiodendrus. Ha estado afectando severamente a los árboles de aguacate en asociación con varias especies de Fusarium. Se cree que el cuarto clado, el barrenador de agujeros de Kuroshio, se originó en las Islas del Pacífico y desde entonces se introdujo en el condado de San Diego, California.   Ha afectado a muchos árboles en el condado de San Diego, hasta el sur del Parque Regional del Valle del Río Tijuana.
Un problema fundamental sigue siendo que la variación morfológica dentro de las especies de cada clado es tan grande que no existe ningún carácter o incluso combinación de caracteres que pueda usarse de forma única para la identificación visual confiable de los diferentes taxones; sin embargo, sus secuencias de ADN difieren en un 11-15% y parecen ser mucho más confiables para la identificación.  Dado que hasta 2018 las investigaciones generalmente asumían que se estaba estudiando una sola especie, se espera que en el futuro se puedan aplicar análisis de ADN a especímenes de estudios anteriores para identificar, post facto, qué especies reales se estaban examinando, a fin de comprender mejor la biología de los diferentes linajes.

## Anfitriones
Estos escarabajos pueden reproducirse en varias especies de árboles, entre ellos el arce negundo, el aguacate, el ricino, el roble inglés, el roble vivo de la costa, el árbol de la seda, el liquidámbar, el árbol de coral, el Tītoki, el sicómoro de California, el Palo Verde azul y el arce de hojas grandes.
Al igual que el resto de escarabajos de ambrosía, las larvas y adultos de E. fornicatus no consumen la madera en sí, sino que se alimentan de un hongo simbiótico ( Fusarium euwallaceae) transportado en una estructura específica llamada micangio.  En E. fornicatus, el micangio se localiza en la mandíbula. La combinación de una cantidad masiva de escarabajos con el hongo simbiótico mata árboles, aunque el hongo por sí solo es un patógeno débil.

## Estado y gestión

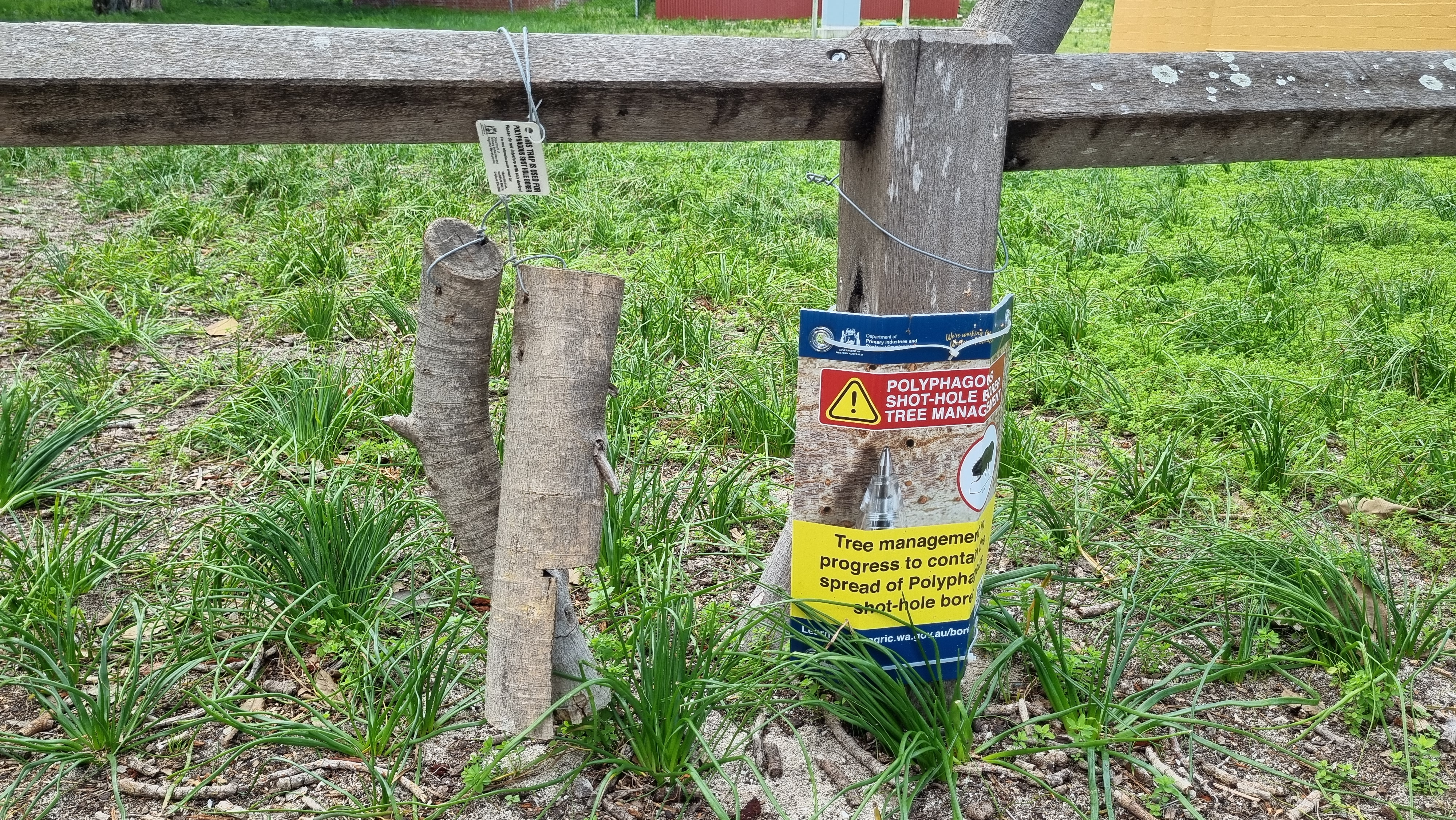
Una trampa para el escarabajo, junto con cartel de advertencia sobre su presencia, en Rottnest, Austalia.

Euwallacea fornicatus se reproduce en varios huéspedes vivos y se considera una plaga grave de varias plantas económicamente importantes, como: té (Camellia sinensis), aguacate (Persea americana), cítricos (Citrus spp.) y cacao (Theobroma cacao). El escarabajo daña el árbol excavando túneles profundos y cultivando hongos que bloquean el sistema vascular del árbol, privándolo así de la capacidad de transportar agua y nutrientes a sus ramas y hojas.
Las estrategias de manejo más recomendadas incluyen higienizar los huéspedes infectados y evitar la propagación de material infectado. Se puede considerar el control químico en huéspedes que no forman parte del consumo humano y se han realizado algunos intentos de control biológico con poco éxito. Además, las variedades resistentes o tolerantes se consideran un aspecto importante del manejo integrado de esta plaga.
Tras su introducción en Sudáfrica, un estudio de la Universidad de Stellenbosch de 2022 estimó que el daño económico potencial  de la plaga sería de alrededor de 18.450 millones de dólares internacionales ( A$28  ), o aproximadamente el 0,66 % del PIB de Sudáfrica. 
La plaga se detectó por primera vez en Perth, Australia, en 2021, en dos arces negundos en East Fremantle. En 2024, el escarabajo ya se había arraigado en los parques metropolitanos de Perth, como Hyde Park y Victoria Park, y a marzo de 2024,  los científicos están trabajando para erradicarlo y evitar su desplazamiento hacia la costa oriental del continente. La única forma de matar una infestación de la plaga es quitar y moler la madera afectada para convertirla en astillas, lo que en la mayoría de los casos requiere talar árboles maduros enteros. Fue necesario talar varios árboles de higo grandes de Moreton Bay y marcar para su eliminación un árbol de corteza de papel de 300 años de antigüedad, entre otros. En 2024 se declaró una zona de cuarentena y no se permitió a las personas sacar ningún material vegetal de esta zona.